# یوله فیرو
یوله فیرو (ایتالیایی: Jole Fierro؛ ‏ ۲۲ نوامبر ۱۹۲۶ – ۲۷ مارس ۱۹۸۸) بازیگر اهل ایتالیا بود.
از فیلم‌ها یا برنامه‌های تلویزیونی که وی در آن نقش داشته‌است، می‌توان به آنتونیوی زیبا و راهبه دیر کاسترو اشاره کرد.